# Tugan Tel
 (septembre 2024).
Si vous disposez d'ouvrages ou d'articles de référence ou si vous connaissez des sites web de qualité traitant du thème abordé ici, merci de compléter l'article en donnant les références utiles à sa vérifiabilité et en les liant à la section « Notes et références ».

Tugan Tel (en russe Туган Тел) est le sixième album studio de la chanteuse russe Alsou, sorti en décembre 2008. Il a la particularité d'être enregistré complètement en langue Tatar.

## Titres de l'album
- 01 Ak kaen (Ак каен)
- 02 Sin Gemer Agishlarim (Син гомер агышларым)
- 03 Sandugachim-Guzelem (Сандугачым-гузэлем)
- 04 Tugan Tel (Туган тел)
- 05 Oli Yulnits Tuzani (Олы юлнын тузаны)
- 06 Shel Beïledem (Шэл бэйлэдем)
- 07 Etkeï (Эткэй)
- 08 Ak Tchushme (Ак чишмэ)
- 09 Bik Erakta Idek Biez (Бик еракта идек без)
- 10 Ufa Yukelere (Уфа юкэлэре)
- 11 Mien El Yasher Gorur Kazanim (Мен ел яшэр горур Казаным)

## Singles de l'album
Sandugachim-Guzelem (En Russe : Сандугачым-гузэлем) est l'unique single de l'album. Un clip a d'ailleurs été réalisé dans les magnifiques paysages de la république russe du Tatarstan